# 韦无漏
韦无漏（？—？），一名静，京兆郡杜陵县（今陕西省西安市长安区）人，出自京兆韦氏郧公房，北周太傅、郧襄公韦孝宽第七子，北周、隋朝官员。

## 生平
韦无漏在北周封永安县开国侯。隋朝时期，韦无漏官至相州洹水县县令，娶李渊的堂侄女。陕西省考古研究院隋唐考古研究室主任李明认为，正是韦无漏与李渊的姻亲关系，韦无漏的六哥韦津与李渊有了亲友关系。

## 家庭

### 祖父
- 韦旭，北魏司空公、文惠公[1]

### 父亲
- 韦宽，北周太傅、雍州牧、郧国公[1]

### 兄弟姐妹
- 韦那罹，早亡，追赠使持节、仪同三司、中平县开国公
- 韦谌，隋朝使持节、车骑大将军、仪同三司、蓬州刺史、平桑静公
- 韦总，北周使持节、开府、京兆尹、河南怀公
- 韦寿，隋朝仪同三司、毛州刺史、滑国定公
- 韦霁，王世充尚书右仆射
- 韦津，唐朝陵州刺史、寿光县男
- 韦长英，嫁北周湖州刺史、雍州都督皇甫道

### 子女
- 韦弘谅[1]